# 달의 목소리
달의 목소리(La Voce Della Luna, The Voice Of The Moon)는 프랑스에서 제작된 페데리코 펠리니 감독의 1990년 모험, 코미디, 드라마, 미스터리, 멜로/로맨스 영화이다. 로베르토 베니니 등이 주연으로 출연하였고 마리오 세치 고리 등이 제작에 참여하였다.

## 출연

### 주연
- 로베르토 베니니
- 파올로 빌라지오

### 조연
- 나디아 오타비아니
- 마리사 토마시
- 안젤로 오르란도
- 심
- 수지 블래디
- 다리오 기라르디
- 도미니크 슈발리에
- 나이젤 해리스
- 비토
- 다니엘라 에롤디
- 스테파노 안토누치
- 페루치오 브렘빌라
- 스테파노 세드라티
- 지암파올로 콕치
- 로베르토 코르빌레토
- 지오다노 팔조니
- 마리오 팔시오네
- 프란체스코 가브리엘레
- 파비오 가에타니
- 에토르 게리
- 프랑코 이아바론
- 로로제 켈러
- 엘라도 투르라
- 에릭 아베르란트
- 살바토르 빌라
- 루시아나 캐스틀루치

## 제작진
- 원작자: 에르마노 카바조니
- 공동제작: 안드레 드자위
- 미술: 단테 페레티
- 세트: 프란세스카 로 쉬아보
- 의상: 모리지오 밀렌노티